# دماغ شمي
في تشريح الحيوان، نجد الدماغ الشمي أتى (من اليونانية،  rhino  = «الأنف»، و "" enkephalon  = «الدماغ») هو جزء من الدماغ يتشارك مع الشم.

## المكونات
مصطلح  الدماغ الشمي  تم استخدامها لوصف مختلف الهياكل في نقاط مختلفة في الوقت المناسب.
و أن هنالك تعريف واحد يشمل البصلة الشمية، الجهاز شمي، نواة شمي امامية، المادة المثقبة الأمامية، سطر شمي إنسي، سطر شمي جانبي، أجزاء من اللوزة

## في الأنواع المختلفة
تطور الدماغ الشمي يختلف فيما بين الأنواع. في الإنسان نجده بدائي. كمنطقة صغيرة حيث يلتقي الفص الجبهي بالفص الصدغي ومنطقة القشرة على المعقف.
المستقبلات والسبل الشمية منها:
- الغشاء الشمي: توضع مستقبلات الشم في جزء محدد من الغشاء الشمي الذي يقع في الجزء العلوي من كل منخر، وهو منطقة مخاطية بلون اصفر. تبلغ مساحتها عند الإنسان نحو 2.4 سم2 ، وتكون أكبر عند القطط والكلاب التي تملك حاسة شم قوية جدا. يشتمل الغشاء الشمي على خلايا شمية وخلايا معلاقية وخلايا ذات زغابات وخلايا قاعدية وغدد بومان المخاطية.
- الخلايا الشمية: وهي خلايا عصبية مستقبلية لحاسة الشم، ذات قطبين مشتقة من الجهاز العصبي المركزي، يبلغ عددها نحو 100 مليون خلية شمية، تنشأ من كل منها نحو 6-8 اهداب شمية في الطبقة المخاطية، لها دور في استقبال المنبهات الكيميائية (الروائح) التي تقوم بتحريضها، حيث يحتوي غشاء الاهداب على جزيئات بروتينية تنشأ منه وهي التي ترتبط مع جزيئات المواد المطلقة للرائحة،